# Espeluy
Espeluy è un comune spagnolo di 767 abitanti situato nella comunità autonoma dell'Andalusia, provincia di Jaén, comarca di Campiña de Jaén.

## Geografia fisica
È attraversato dal Guadalquivir, che riceve nel comune l'apporto del Río de Rumblar.